# Walter Mantegazza
Walter Daniel Mantegazza (17 czerwca 1952 w Montevideo, zm. 20 czerwca 2006) – piłkarz urugwajski, pomocnik (rozgrywający). Wzrost 170 cm, waga 77 kg.
Będąc piłkarzem klubu Club Nacional de Football wziął udział wraz z reprezentacją Urugwaju w finałach Mistrzostw Świata w 1974 roku, gdzie Urugwaj odpadł już w fazie grupowej. Zagrał we wszystkich trzech meczach - z Holandią, Bułgarią i Szwecją.
Nigdy nie zagrał w turnieju Copa América.
Od 23 marca 1974 do 23 czerwca 1974 rozegrał w reprezentacji Urugwaju 10 meczów i zdobył 1 bramkę.
Jako piłkarz Nacionalu w 1971 zdobył Copa Interamericana oraz dwukrotnie (w 1973 i 1974) wziął udział w turnieju Copa Libertadores, jednak bez sukcesów.
Grał później w Meksyku, w klubie Tigres